# Boris Șilkov
Boris Șilkov (n. 28 iunie 1927, Arhanghelsk, RSFS Rusă, URSS – d. 27 iunie 2015, Sankt Petersburg, Rusia) a fost un patinator de viteză sovietic, medaliat olimpic. A participat la o ediție a Jocurilor Olimpice (1956) în care a câștigat o medalie de aur.

## Participări
Lista de mai jos prezintă principalele competiții la care a participat Boris Șilkov de-a lungul carierei.
- Pattinaggio di velocità ai VII Giochi olimpici invernali - 5000 m maschile[*]